# Bolitoglossa ramosi
Bolitoglossa ramosi är en groddjursart som beskrevs av Arden H. Brame, Jr. och David Burton Wake 1972. Bolitoglossa ramosi ingår i släktet Bolitoglossa och familjen lunglösa salamandrar. IUCN kategoriserar arten globalt som livskraftig. Inga underarter finns listade.

## Bildgalleri

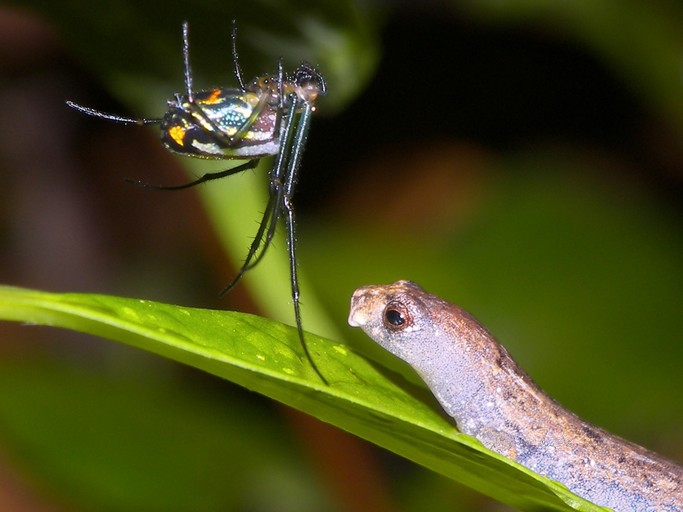
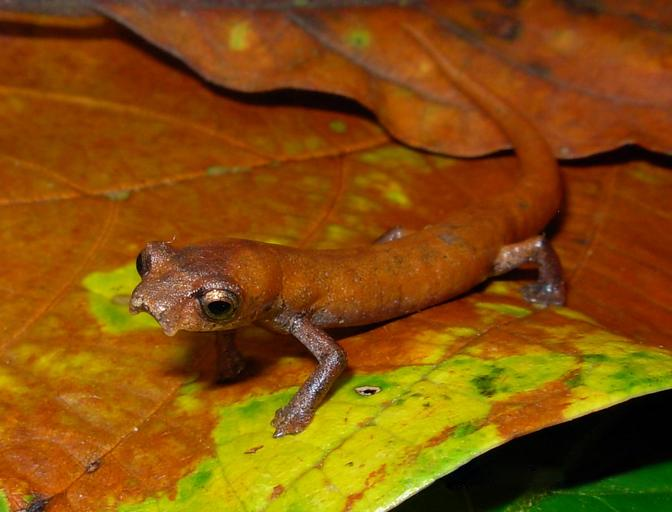